# Javier Campos Cabello
Javier Campos Cabello (Guadalajara, Jalisco, 25 de abril de 1958 - Monterrey, Nuevo León, 21 de mayo de 1994) (36 años) fue uno de los pintores mexicanos más elogiado de los años 70 y 80. Su obra se caracteriza por los trazos oscuros y sombríos, de carácter gótico, subterráneo, depresivo realista y surrealista.

## Historia
Estudió en la Escuela de Artes Plásticas de la Universidad de Guadalajara teniendo como maestros a Francisco Rodríguez «Caracalla» y Jorge Martínez, entre otros.
Con Martha Pacheco, Salvador Rodríguez y Miguel López Medina, fundó en 1982 el Taller de Investigación Visual (TIV), organización que en los años ochenta aglutinó a los artistas más representativos de su generación.
Realizó muestras 8 individuales y 33 colectivas en importantes galerías y museos del país.
En su obra, incluyente de claroscuros, se encuentra la influencia del británico nacido por accidente en Dublín Francis Bacon y de Rembrandt.
En 1979 obtuvo el primer lugar en grabado en la primera Semana Cultural y de Trabajo de la Escuela de Artes Plásticas en Guadalajara. En 1980 obtuvo el tercer lugar en el Salón de Octubre, por el Departamento de Bellas Artes (DBA) de Jalisco. En 1981 obtuvo el primer lugar en pintura en el concurso Nacional de la Universidad Autónoma de Nayarit y fue seleccionado para la III Bienal Iberoamericana de Arte El paisaje de la pintura contemporánea del Instituto Cultural Domecq en la Ciudad de México. En 1982 obtuvo el primer premio de adquisición del Departamento de Bellas Artes (DBA) en Guadalajara y en 1987 fue seleccionado en la Bienal de Arte Joven de Aguascalientes. En 1987 fue seleccionado de Jalisco para participar en la primera Bienal de Artes Plásticas de la Juventud en San Miguel de Allende, Guanajuato.
El principal coleccionista y mecenas de Javier Campos Cabello es el Lic. Claudio Jiménez Vizcarra del Museo CJV
Falleció en 1994 al día siguiente de la inauguración de la Exposición Jalisco, Genio y Maestría.